# Krzysztof Lisek
Krzysztof Lisek (Gdańsk, 28 de Maio de 1967) é um político da Polónia. Ele foi eleito para a Sejm em 25 de Setembro de 2005 com 10731 votos em 34 no distrito de Elbląg, candidato pelas listas do partido Platforma Obywatelska.